# Сезон ФК «Дніпро» (Дніпропетровськ) 2002—2003
Сезон ФК «Дніпро» (Дніпропетровськ) 2002—2003 — 12-ий сезон футбольного клубу «Дніпро» у футбольних змаганнях України. 

## Склад команди
| № | Поз. | Нац.    | Гравець               |
| - | ---- | ------- | --------------------- |
|   | ВР   | Україна | Артем Куслій          |
|   | ВР   | Україна | Микола Медін          |
|   | ВР   | Україна | Максим Старцев        |
|   | ЗХ   | Україна | Володимир Геращенко   |
|   | ЗХ   | Україна | Володимир Єзерський   |
|   | ЗХ   | Україна | Сергій Задорожний     |
|   | ЗХ   | Україна | Сергій Матюхін        |
|   | ЗХ   | Україна | Олександр Поклонський |
|   | ЗХ   | Україна | Олександр Радченко    |
|   | ЗХ   | Україна | Андрій Русол          |
|   | ПЗ   | Україна | Сергій Валяєв         |
|   | ПЗ   | Україна | Олександр Грицай      |
|   | ПЗ   | Україна | Андрій Зубченко       |
|   | ПЗ   | Україна | Руслан Костишин       |

| № | Поз. | Нац.    | Гравець             |
| - | ---- | ------- | ------------------- |
|   | ПЗ   | Україна | Роман Максимюк      |
|   | ПЗ   | Україна | Дмитро Михайленко   |
|   | ПЗ   | Україна | Геннадій Мороз      |
|   | ПЗ   | Україна | Сергій Назаренко    |
|   | ПЗ   | Україна | Андрій Полунін      |
|   | ПЗ   | Молдова | Александру Поповічі |
|   | ПЗ   | Україна | Руслан Ротань       |
|   | ПЗ   | Україна | Олег Шелаєв         |
|   | НП   | Україна | Олег Венглинський   |
|   | НП   | Росія   | Сергій Косілов      |
|   | НП   | Україна | Яків Кріпак         |
|   | НП   | Україна | Віталій Мінтенко    |
|   | НП   | Україна | Андрій Спєвак       |

## Чемпіонат України

### Календар чемпіонату України
| Тур | Команда                       | Рахунок     | Тур | Команда                | Рахунок     | Тур | Команда              | Рахунок     |
| --- | ----------------------------- | ----------- | --- | ---------------------- | ----------- | --- | -------------------- | ----------- |
| 1   | «СК» Волинь-1                 | 2:0Протокол | 11  | «Арсенал»              | 0:3Протокол | 21  | «Металіст»           | 0:2Протокол |
| 2   | «Кривбас»                     | 1:1Протокол | 12  | «Таврія»               | 2:0Протокол | 22  | «Карпати»            | 1:0Протокол |
| 3   | «Ворскла-Нафтогаз»            | 1:0Протокол | 13  | «Металург» (Запоріжжя) | 0:2Протокол | 23  | «Чорноморець»        | 0:0Протокол |
| 4   | «Оболонь»                     | 1:3Протокол | 14  | «Шахтар»               | 0:3Протокол | 24  | «Іллічівець»         | 2:0Протокол |
| 5   | Поліграфтехніка (Олександрія) | 1:1Протокол | 15  | «Динамо»               | 1:0Протокол | 25  | «Металург» (Донецьк) | 4:1Протокол |
| 6   | «Металург» (Донецьк)          | 1:3Протокол | 16  | «Динамо»               | 2:2Протокол | 26  | ПФК «Олександрія»    | 0:1Протокол |
| 7   | Металург (Маріуполь)          | 1:0Протокол | 17  | «Шахтар»               | 2:0Протокол | 27  | «Оболонь»            | 4:2Протокол |
| 8   | «Чорноморець»                 | 0:1Протокол | 18  | «Металург» (Запоріжжя) | 1:0Протокол | 28  | «Ворскла»            | 2:0Протокол |
| 9   | «Карпати»                     | 2:0Протокол | 19  | «Таврія»               | 3:2Протокол | 29  | «Кривбас»            | 3:0Протокол |
| 10  | «Металіст»                    | 2:0Протокол | 20  | «Арсенал»              | 0:0Протокол | 30  | «Волинь»             | 4:5Протокол |

Примітка

Блакитним кольором виділені домашні ігри.

### Турнірна таблиця
| Місце | Команда              | Ігор | В  | Н | П | РМ    | Очок |
| ----- | -------------------- | ---- | -- | - | - | ----- | ---- |
| 1     | «Динамо»             | 31   | 23 | 4 | 3 | 66-20 | 73   |
| 2     | «Шахтар»             | 31   | 22 | 4 | 4 | 61-24 | 70   |
| 3     | «Металург» (Донецьк) | 30   | 18 | 6 | 6 | 44-26 | 60   |
| 4     | «Дніпро»             | 30   | 18 | 5 | 7 | 48-27 | 59   |
| 5     | «Арсенал»            | 30   | 16 | 8 | 6 | 49-24 | 56   |

## Кубок України

### Виступи
| Раунд       | Команда              | Рахунок                 |
| ----------- | -------------------- | ----------------------- |
| 1/32 фіналу | «Зоря»               | 4:1Протокол             |
| 1/16 фіналу | «Нафтовик» (Охтирка) | 3:0Протокол             |
| 1/8 фіналу  | «Явір» (Краснопілля) | 3:0Протокол             |
| 1/4 фіналу  | «Арсенал»            | 0:0Протокол 2:0Протокол |
| 1/2 фіналу  | «Шахтар»             | 0:0Протокол 1:3Протокол |